# Scheidungskind
Scheidungskind (auch Scheidungswaise, Trennungskind) bezeichnet ein Kind, das durch die Scheidung der Eltern sein Elternhaus verloren hat. Damit einher geht die Problematik des Entzugs des Zusammenlebens mit beiden Eltern, oft auch Einschränkungen des Kontaktes zu mindestens einem Elternteil, evtl. auch dem Verlust des Sorgerechts eines Elternteils, bei einer Scheidung ausgesetzt ist.

## Auswirkungen einer Scheidung auf Kinder

### Kind-Eltern-Beziehung
Kinder leiden unter einer Trennung oder Scheidung von Vater und Mutter. Die Scheidung wird von den Kindern im Vergleich zu den Erwachsenen weniger als Chance für einen Neubeginn wahrgenommen. Das gilt insbesondere dann, wenn diese mit gegenseitiger Abwertung und Verletzung verbunden ist. Das Kind ist auf eine tragfähige Beziehung sowohl zum Vater als auch zur Mutter existentiell angewiesen. Wenn die Eltern sich im Streit trennen, gerät das Kind in einen Loyalitätskonflikt: Sobald das Kind dem einen Elternteil seine Zuneigung zeigt, muss es fürchten, die des jeweils anderen zu verlieren. Dadurch wird die Kind-Eltern-Beziehung massiv gefährdet oder zerstört.
Die Scheidung ist aber immer ein komplexer, ganzheitlicher Prozess, der von den Betroffenen und damit auch von den Kindern individuell wahrgenommen wird; die kindlichen Reaktionen stehen in Abhängigkeit zur kindlichen Reife, Entwicklungsstand, Alter und einer Vielzahl individueller und situationsbedingter Faktoren. Die Bandbreite kindlicher Reaktionen ist vielfältig.
Ein gemeinsames Sorgerecht kann als Grundlage für eine über die Trennung hinaus bestehende gemeinsame Wahrnehmung elterlicher Verantwortung die Problematik im Einzelfall mildern.
Die Konflikte der Eltern bündeln sich oft in Umgangskonflikten. Zur Stabilisierung der Umgangskontakte dienen in Deutschland die Beratung und Begleitung durch das Jugendamt, gerichtliche Umgangsregelungen und deren Vollstreckung und in Extremfällen das Instrument der Umgangspflegschaft, ein relativ neues Instrument § 1684 BGB, das bei einer erheblichen und wiederholten Verletzung der Loyalitätspflicht eingesetzt werden kann.

### Familiäre Beziehungen
Eine Scheidung der Eltern bringt für die davon betroffenen Kinder eine Vielzahl von Problemen und Konflikten mit sich. Eine wichtige Frage, die sich nach einer Scheidung stellt, ist die Frage nach der Aufenthaltsregelung, was für das Kind bedeutet, dass es sich mit einem veränderten Umfeld und mit veränderten Lebensumständen arrangieren muss. Insbesondere durch Wechsel des Aufenthaltsortes, wie zum Beispiel das Wochenende bei einem Elternteil zu verbringen und anschließend zum anderen zurückzukehren, kann ein Kind in einen Loyalitätskonflikt geraten. Das Kind möchte sich weiterhin bei einem Elternteil aufhalten, den anderen aber nicht verletzen. Eine weitere Dimension dieses Konfliktes sind unterschiedliche Wertvorstellungen: Der Anspruch, die Anforderungen beider Eltern zu erfüllen und sich zwei, gegebenenfalls unterschiedlichen, Wertesystemen anzupassen, stellt für das Kind eine massive Belastung dar. Ein derartiger Loyalitätskonflikt wird durch eine feindselige Stimmung zwischen den Eltern verstärkt, da sich das Kind beiden Elternteilen verpflichtet fühlt. Als Folge dieser Belastung kann es zu einer sogenannten Allianzbildung kommen, bei dem das Kind sich von einem Elternteil abwendet und sich an den Elternteil bindet, von dem es sich abhängiger fühlt.
Falls keine Allianzbildung stattfindet und der Loyalitätskonflikt für das Kind bestehen bleibt, wirkt sich diese Belastung nicht auf die Beziehung zu den Eltern aus, sondern führt zu Verhaltensauffälligkeiten.
Generell kommt es nach einer Scheidung häufig zu einem „vorübergehend belasteten Verhältnis zu mindestens einem Elternteil“. Ein signifikanter Faktor für die Ausprägung dieser Belastung ist der Wohnort der Kinder nach der Scheidung. So zeigte sich, dass die Beziehung zwischen einem Scheidungskind und dessen Mutter „häufiger durch negative Gefühle wie Abneigung und Feindseligkeit gekennzeichnet“ waren, wenn das Kind nach der Scheidung bei der Mutter lebte. Obwohl die Beziehung zu dem Vater in diesen Fällen weniger stark durch negative Emotionen geprägt war, wurde sie durch andere Einflüsse belastet. Der am stärksten belastende Faktor ist hierbei der verminderte Kontakt, aufgrund der Abwesenheit des Vaters vom Wohnort des Kindes.
Die Abwesenheit eines Elternteils stellt für Scheidungskinder einen großen Verlust dar, der häufig dadurch verstärkt wird, dass es den Eltern selbst teilweise schwerfällt, das Ende ihrer Ehe zu akzeptieren. In diesen Fällen fehlt dem Kind die Möglichkeit, seinen Gefühlen, insbesondere seiner Trauer und Wut, Ausdruck zu verleihen und die Trennung zu verarbeiten. Hinzukommend kann der Auszug eines Elternteils bei einem Kind ein starkes Gefühl des Verlassenwerdens hervorrufen. Dieses Gefühl kann intensiviert werden, wenn sich das Kind für den Auszug des Elternteils und damit für die Trennung der Eltern verantwortlich sieht.
Die grundsätzliche Bewältigung der Scheidung der Eltern und dem damit verbundenen Verlust kann darüber hinaus durch den Wunsch nach der Wiedervereinigung der Familie erschwert werden. Deshalb ist es wichtig, dem Kind gegenüber die Endgültigkeit der Scheidung zu kommunizieren und hierbei zu betonen, dass das Kind nichts tun kann, um daran etwas zu ändern.
Während nach einer Scheidung die Eltern-Kind-Beziehung zu mindestens einem Elternteil leidet, verändert sich auch die Beziehung zwischen Geschwisterkindern mit geschiedenen Eltern. Allgemein kommt es häufig zu einer „Verbesserung und Intensivierung der geschwisterlichen Beziehung“ sowie zu einer Verringerung eventuell bestehender Rivalität. Auf der anderen Seite kann das Vorhandensein von Geschwistern besonders für ältere Geschwister eine zusätzliche Belastung bedeuten. Manche Scheidungskinder neigen dazu, nach einer Scheidung die Rolle des fehlenden Elternteils einzunehmen, wodurch sie schon sehr früh viel Verantwortung übernehmen.
Etwa fünf bis zehn Prozent der Scheidungen sind sogenannte „hochkonflikthafte Trennungen“ mit langwierigen Sorgerechtsstreitigkeiten, die das Kind besonders belasten und traumatisieren können.

### Die kognitive Entwicklung und schulische Leistung
Scheidungskinder leiden nicht nur emotional unter einer Scheidung. Auch ihre kognitiven und schulischen Leistungen werden negativ beeinflusst. Die Abwesenheit der Väter aus dem Haushalt sowie ein Zusammenleben mit den Großeltern im selben Haushalt ist in praktisch allen entwickelten Ländern mit negativen Folgen für die Kinder verbunden. Dies betrifft sowohl kognitive als auch nicht-kognitive Fähigkeiten, wobei erstgenannte Domäne stärker betroffen ist. Mit diesen Nachteilen geht unter anderem ein Leistungsabfall in der Schule einher. Das ist besonders bei Kindern der Fall, die „zum Zeitpunkt der Scheidung die ersten Schulerfahrungen sammelten“. Allerdings sind „Ausmaß, Schwere und Dauer der Probleme sehr unterschiedlich, da Kinder verschieden reagieren und mit Problemen umgehen.“ Die schlechteren schulischen Leistungen im Vergleich zu Kindern aus intakten Familien hängen aber weniger mit einer schwächeren Intelligenzentwicklung als Folge einer Scheidung als mit Verhaltensauffälligkeiten der Scheidungskinder und den daraus resultierenden Konsequenzen (Schulverweise, Schulabbrüche etc.) zusammen. In Intelligenztests (z. B. Hamburg-Wechsler-Intelligenztest für Kinder (HAWIK)) schneiden Scheidungskinder in allen Bereichen schlechter ab als ihre Altersgenossen aus intakten Familien. Es zeigen sich auch geschlechterspezifische Unterschiede, sodass „Jungen aus Scheidungsfamilien die schlechtesten Ergebnisse“ erzielen.

### Partnerschaften im Erwachsenenalter
Scheidungskinder gehen im Gegensatz zu Nicht-Scheidungskindern früher Beziehungen ein, haben eine höhere Anzahl von Beziehungen in ihrem Leben, heiraten später als Nicht-Scheidungskinder und lassen sich häufiger scheiden. Dass Scheidungskinder später heiraten als Nicht-Scheidungskinder, hat verschiedene Ursachen. Zum einen kann es damit zusammenhängen, dass Scheidungskinder öfter die Auffassung vertreten, dass die Institution der Ehe nicht notwendig sei, um eine lange und zufriedene Partnerschaft zu führen. Zum anderen kann es aber auch daran liegen, dass sie durch die Scheidung ihrer Eltern gelernt haben, dass Beziehungen nicht von Dauer sein müssen und eine insgesamt negativere Einstellung gegenüber der Ehe haben.
Diese Befunde hängen jedoch sehr wahrscheinlich nicht nur mit der Scheidung selbst zusammen, sondern auch mit den Umständen, unter denen sie verläuft und wie die Familie damit umgeht. So hat sich gezeigt, dass es ein geringeres Vertrauen gegenüber dem Partner bei Personen aus konfliktreicheren Scheidungsfamilien gibt. Außerdem ist es im Allgemeinen so, dass Personen aus konfliktreichen Familien unzufriedener mit ihren Partnerschaften und liberaler gegenüber Scheidungen sind. Zudem nehmen sie weniger emotionale Intimität wahr. Eine zufriedene Partnerschaft hängt also weniger damit zusammen, ob die eigenen Eltern geschieden sind oder nicht, sondern vielmehr damit, wie konfliktreich die Familie ist. Demnach sind auch schon frühe Interventionen möglich, um die negative Beeinflussung zukünftiger Partnerschaften zu verringern.

## Aktuelle Praxis
Es gilt nach der Trennung bzw. Scheidung das grundsätzliche Recht des Kindes auf beide Elternteile, das ist Kinderrecht. Darum können die Mütter nicht alleine darüber bestimmen, ob die Vater-Kind-Beziehung nach einer Trennung oder Scheidung aufrechterhalten werden kann. Es gilt grundsätzlich das geteilte Sorgerecht über das Kind auch nach der Trennung oder Scheidung fortzuführen, was aber oft nicht konfliktfrei durchgeführt werden kann. Es gibt verschiedene Modelle, das Residenzmodell und das Wechselmodell, wie dies durchgeführt werden kann. Dabei wird das Sorgerecht meist nicht auf beide Eltern gleichermaßen verteilt. Oft wird die Beziehung zwischen Vater und Kind durch zu spärlich bemessene gegenseitigen Umgangskontakte zusätzlich gestört.
Väterorganisationen kritisieren die gesetzliche Regelung sowie ihre problematische praktische Umsetzung, bei der das Besuchsrecht von verbitterten Müttern oft torpediert wird. Die Kritik richtet sich an die Familiengerichte, welche im Gesetz vorgesehene Sanktionen gegen besuchsrechtsverweigernde Elternteile (meistens die Mutter) zu wenig oder gar nicht anwenden. Väterorganisationen befürchten ein gesellschaftspolitisches Sprengpotential sowie die Entwicklung einer vaterlosen Gesellschaft.
Sehr oft steht Elternrecht vor Kindesrecht. Kinder werden in den die Spannungen des Elternkonflikts mit einbezogen und fühlen sich dadurch zerrissen. Loyalitätskonflikte einzelner Elternteile oder anderer Familienmitglieder sind die Regel und auch im Prinzip nicht nachweisbar, was großes seelisches Leid beim Scheidungskind nach sich zieht.

## Ferienregelung
Bei den jährlichen Ferien gibt es enorme regionale Unterschiede.
In Deutschland haben bei geteiltem Sorgerecht, was in der Regel der Fall ist, beide Elternteile von nach 2013 geborenen Kindern im Rahmen der gesetzlichen Umgangsregelung in der Regel ein Recht auf Umgang mit dem Kind während der Hälfte der Schulferien. Es gelten die Ferientermine des Bundeslandes, in dem das Kind lebt (Beschluss des Bundesverfassungsgerichts vom 23. März 2007, Az.1 abbat 156/07). Urlaubsreisen eines Elternteils mit dem Kind sollten mit dem anderen Elternteil besprochen werden. Es ist sinnvoll, auch bei Reisen im innereuropäischen Ausland eine schriftliche Reisevollmacht mit sich zu führen, wofür es einen Vordruck des ADAC gibt. Bei Reisen außerhalb Europas ist diese Reisevollmacht Pflicht.
In der Deutschschweiz darf der nicht betreuende Elternteil nur zwei bis drei von 14 Wochen Ferien mit dem Kind verbringen. Das bedeutet für das Kind einen grossen Beziehungsverlust und für den anderen Elternteil je nach Sichtweise eine entsprechend hohe finanzielle, zeitliche (besonders bei eigener Berufstätigkeit) und emotionale Belastung.
In der Welschschweiz ist jeder Elternteil für die Hälfte der Schulferien zuständig und das Kind darf seine Ferien mit beiden verbringen.

## Situation in der Schweiz
Gemäss Bundesamt für Statistik wurden allein im Jahr 2005 16.369 Kinder zu Scheidungswaisen. Die Scheidungsrate lag im Jahr 2005 bei 52,6 %. In 66,6 % der Fälle wurde das Sorgerecht der Mutter alleine übertragen, d. h. dem Vater entzogen. Nur in 5,7 % der Fälle erhielt der Vater das alleinige Sorgerecht. In 27,4 % der Fälle konnte ein gemeinsames Sorgerecht beider Elternteile verfügt werden.
Gemäss ZGB Art. 133 gibt es seit dem Inkrafttreten des neuen Scheidungsrechts im Jahr 2000 die Möglichkeit, dass bei einer Scheidung beide Elternteile das Sorgerecht behalten können. Dies jedoch nur, wenn beide Elternteile einverstanden sind und ein Betreuungsplan erarbeitet wird. Diese Gesetzesformulierung erlaubt ein Veto z. B. der Mutter; stimmt sie der Beibehaltung des Sorgerechts des Vaters nicht zu, wird das Sorgerecht (bei der klassisch gelebten Rollenverteilung während der Ehe) der Mutter zugesprochen.
Politisch sind Bestrebungen im Gange, eine gemeinsame elterliche Sorge als Regelfall unabhängig vom Zivilstand einzuführen. Ein von CVP-Nationalrat Reto Wehrli im Jahr 2004 eingereichtes Postulat liegt zur Abklärung und Bearbeitung im EJPD.
Der Begriff "Scheidungswaise" wird oft von der Schweizer Presse in Reportagen über Väter nach der Scheidung verwendet (Oberthurgauer Nachrichten "Missbrauch der Muttermacht" April 2006; St. Galler Tagblatt).
Einige Väterorganisationen vergleichen die diesbezügliche Handhabung mit derjenigen der Verdingkinder, Schwabenkinder oder mit den Vorkommnissen bezüglich der Verfolgung von Jenischen durch das Hilfswerk Kinder der Landstrasse, ebenfalls dunkle Kapitel der neueren Schweizer Geschichte.